# Nchumbulu (Sprache)
Nchumbulu ist eine aussterbende Sprache in Ghana mit 1.800 Sprechern (2003 SIL) in 3 ghanaischen Dörfern westlich des Volta-Stausees in der Nähe von Kplang. 
Sie war die Muttersprache der Volksgruppe der Nchumbulu.
Von Sprechern des Nchumbulu kann die Sprache Chumburung und Dwan-sprachige Literatur verwendet werden. 